# Otto von Königsmarck
Otto comte von Königsmarck (né le 2 mars 1815 à Berlin et mort le 2 mai 1889 à Ober-Lesnitz, arrondissement de Colmar-en-Posnanie (de)) est un avocat administratif au service de la Couronne de Prusse. Il est haut président de la province de Posnanie et brièvement ministre prussien de l'Agriculture.

## Origine
Ses parents sont Hans Valentin von Königsmarck (né le 7 juin 1773 et mort le 26 novembre 1849) et sa femme Henriette von Struensee (1779-1832), c'est la fille du ministre des Finances Carl August von Struensee. Son frère Hans (de) (1799-1876) est envoyé à Constantinople et membre de la famille seigneuriale prussienne, Adolf (de) (1802-1875) est vice-Ober-Schlosshauptmann von Rheinsberg.

## Biographie
Königsmarck est propriétaire d'un manoir à Ober-Lesnitz. De 1842 à 1848, il est administrateur de l'arrondissement d'Havelland-de-l'Est (de). Il est également directeur général régional pour la province de Posnanie. Il est également député du parlement provincial. De 1855 jusqu'à sa mort, il est député de la Chambre des seigneurs de Prusse. Il est strictement conservateur et est considéré comme un expert des questions agricoles. Lors d'une crise gouvernementale en 1869, Albrecht von Roon le propose comme successeur du ministre des Finances August von der Heydt en raison de ses penchants conservateurs. Otto von Bismarck, qui préfère un professionnel, refuse. Entre 1869 et 1873, Königsmarck est haut président de la province prussienne de Posnanie. En union personnelle, il est président de district de Posen. En 1873, il est ministre prussien de l'Agriculture à partir du 13 janvier. Cette nomination fait suite au retrait temporaire de Bismarck du poste de ministre-président de Prusse. La fin du gouvernement de Roon marque également la fin effective du poste de ministre von Königsmarck. Dès septembre 1873, il demande à être démis de ses fonctions. À partir d'octobre, il ne participe plus à aucune réunion du ministère d'État. En décembre 1873, il est formellement remercié.
La Königsmarckstraße à Berlin-Grunewald porte son nom.

## Famille
Il se marie  le 25 octobre 1839 avec Helene Louise Auguste, née von Klitzing (née le 13 novembre 1815 à Demerthin et morte le 31 octobre 1899 sur Ober-Lesnitz). Le couple a plusieurs enfants :
- Otto Wilhelm (de) (né le 21 juillet 1840 et mort le 21 août 1879), homme politique marié avec la comtesse Caroline von Pückler-Groditz (née le 28 juin 1852)[2]
- Ludwig Wilhelm Ferdinand (de) (né le 1er décembre 1841 et mort le 20 août 1923), administrateur de l'arrondissement d'Havelland-de-l'Est (de)
- Konrad Friedrich Wolfgang (né le 27 septembre 1846 et mort en 1873)
- Adolf Wichard (né le 7 février 1852 et mort le 8 octobre 1922) marié en 1884 avec Anna Luise von Klitzing (née le 17 décembre 1862), fille du propriétaire du manoir et homme politique Leberecht von Klitzing (1827–1895)[3]
- Hélène (née le 23 janvier 1856 et morte le 7 mai 1920) mariée avec Walther von Etzel (né le 22 janvier 1847 et mort le 29 août 1893), commandant du 71e régiment d'infanterie[4]
- Henriette Agnès Hélène (1848-1873) mariée avec Friedrich von Scheliha (de) (né le 12 mars 1829 et mort le 15 janvier 1895), lieutenant-général